# Marguerite Duras
Marguerite Duras (rođena kao "Marguerite Germaine Marie Donnadieu", Gia Dinh, Vijetnam, 4. travnja 1914. – Pariz, 3. ožujka 1996.) je francuska spisateljica, dramaturginja, scenaristica i redateljica. U francusku je književnu baštinu ušla kao jedna od najprevođenijih i najproučavanijih
pisaca druge polovice 20. stoljeća.
Rođena je u Gia Dinhu u blizini Sajgona u tada francuskoj koloniji Indokini. Bila je kći Marie Legrand i Henrija Donnadieua. Bila je aktivna članica Francuske komunističke partije i Pokreta otpora za vrijeme Drugog svjetskog rata.
Napisala je velik broj književnih djela, romana, drama, intervjua, eseja te je bila redateljica filmova. Najpoznatije djelo je autobiografski roman "Ljubavnik " (fra. L'Amant) (1984.), u kojem opisuje svoju mladenačku aferu s Kinezom. Napisala ga je sa 70 godina. Za roman je dobila prestižnu francusku književnu Prix Goncourt iste godine. Knjiga je ekranizirana u istoimenu filmu, kojega je režirao Jean-Jacques Annaud 1992., ali Margueriti Duras nije se svidio. Poznata je i po romanima "Brana na Pacifiku" (1950.) i "Moderato Cantabile" (1958.) te po scenariju za film "Hirošimo, ljubavi moja", za kojeg je bila nominirana u kategoriji Oscara za najbolji originalni scenarij. Njeni romani su brojni i raznovrsni; zajedničko obilježje im je osobni ton i precizan stil pisanja.  
Dio književnih znalaca i čitatelja, Duras smatraju autoricom čija djela sadrže izrazitu feminističku reprezentaciju u pristupu temama, likovima, ali i formi književnog teksta, no njezin je doprinos feminizmu osporavan od strane radikalnih feminističkih autorica.